# Hop Step Award
El Hop Step Award es un premio que la editorial Sueisha concede cada año a la mejor obra entre todas las que se publican en ella. Algunos de los mangas que han recibido este premio son Dragon Ball cuyo autor es Akira Toriyama también Naruto cuyo autor es Masashi Kishimoto y One Piece cuyo autor es Eiichirō Oda.
Este premio empezó en 1956 dos años después que se empezara a editar la revista. Los grandes autores que reciben este premio normalmente obtienen un reconocimiento mundial.
- Datos: Q9004684